# Phaius
Phaius es un género que tiene asignada 30 especies de orquídeas, de la tribu Arethuseae perteneciente a la familia (Orchidaceae). Se encuentran distribuidos por todo el mundo desde Madagascar a las Filipinas.

## Descripción
Es el género con el tamaño más grande. La mayoría son terrestres con unas pocas epífitas. Los pseudobulbos son pequeños con nuevos crecimientos elevándose desde el mismo o desde un rizoma. Tiene grandes hojas y generalmente son bellas al florecer. La inflorescencia se alza desde la base del pseudobulbo o desde el rizoma y tiene las flores en racimo al final del tallo. Por lo general son grandes flores con un aroma agradable.

## Taxonomía
El género fue descrito por João de Loureiro y publicado en Flora Cochinchinensis 2: 517, 529. 1790.
Etimología
Phaius: nombre genérico que proviene de la latinización de la palabra griega: φαιός (phaiós) que significa "oscuro", "marrón"; en referencia al color de las flores.

## Especies
- Phaius australis     F.Muell., (1858).
- Phaius baconii     J.J.Wood & Shim in C.L.Chan. & al.,  (1994).
- Phaius bernaysii     F.Muell. ex Rchb.f.,  (1873).
- Phaius borneensis     J.J.Sm.,  (1903).
- Phaius callosus     (Blume) Lindl., 8 (1831).
- Phaius columnaris     C.Z.Tang & S.J.Cheng,  (1985).
- Phaius corymbioides     Schltr.,  (1911).
- Phaius daenikeri     Kraenzl.,  (1929).
- Phaius delavayi     (Finet) P.J.Cribb & Perner, (2002).
- Phaius ecalcaratus     J.J.Sm.,  (1911).
- Phaius epiphyticus     Seidenf.,  (1985).
- Phaius flavus     (Blume) Lindl.,  (1831).
- Phaius fragilis L.O.Williams,  (1938).
- Phaius gratus    Blume,  (1856).
- Phaius guizhouensis     G.Z.Li,  (1990).
- Phaius hainanensis     C.Z.Tang & S.J.Cheng,  (1982).
- Phaius indigoferus     Hassk.,  (1842).
- Phaius indochinensis     Seidenf. & Ormerod,  (1995).
- Phaius klabatensis     J.J.Sm.,  (1926).
- Phaius labiatus     J.J.Sm.,  (1920).
- Phaius longibracteatus     (S.Moore) Frapp. ex Cordem.,  (1895).
- Phaius luridus     Thwaites,  (1861).
- Phaius lyonii     Ames,  (1915).
- Phaius mannii     Rchb.f.,  (1881).
- Phaius mindorensis     Ames, Philipp. J. Sci.,  (1907).
- Phaius mishmensis     (Lindl. & Paxton) Rchb.f., (1857).
- Phaius montanus     Schltr.,  (1912).
- Phaius nanus     Hook.f.,  (1890).
- Phaius occidentalis     Schltr. in O.Warburg (ed.),  (1903).
- Phaius pauciflorus     (Blume) Blume,  (1856).
  - Phaius pauciflorus var. pallidus     (Ridl.) Holttum,  (1947).
  - Phaius pauciflorus subsp. pauciflorus    .
  - Phaius pauciflorus var. punctatus     (Lindl.) J.J.Sm.,  (1920).
  - Phaius pauciflorus subsp. sabahensis     J.J.Wood & A.L.Lamb in J.J.Wood & al.,  (1993).
  - Phaius pauciflorus var. sumatranus     J.J.Sm., Bull. Jard.  (1920).
- Phaius philippinensis     N.E.Br.,  (1889).
- Phaius pictus     T.E.Hunt,  (1952).
- Phaius pulchellus     Kraenzl.,  (1882).
  - Phaius pulchellus var. ambrensis Bosser,  (1971).
  - Phaius pulchellus var. andrambovatensis     Bosser,   (1971).
  - Phaius pulchellus var. pulchellus    .
  - Phaius pulchellus var. sandrangatensis     Bosser,  (1971).
- Phaius reflexipetalus     J.J.Wood & Shim in C.L.Chan. & al., 1 (1994).
- Phaius robertsii     F.Muell.,  (1883).
- Phaius sinensis     Rolfe,  (1913).
- Phaius stenocentron     Schltr.,  (1911).
- Phaius subtrilobus     Ames & C.Schweinf. in O.Ames,  (1920).
- Phaius tahitensis     Schltr., 1 (1926).
- Phaius takeoi     (Hayata) H.J.Su,  (1989).
- Phaius tankervilleae     (Banks ex L'Hér.) Blume,  (1856).
- Phaius tenuis     Rchb.f.,  (1857).
- Phaius terrestris     (L.) Ormerod, 4 (1994).
- Phaius tetragonus     (Thouars) Rchb.f.,  (1855).
- Phaius trichoneurus     Schltr.,  (1925).
- Phaius villosus    (Thouars) Blume,  (1856).
- Phaius wallichii     Lindl. in N.Wallich,  (1831).
- Phaius wenshanensis     F.Y.Liu,  (1991).